# Snorri Álfsson
Snorri Álfsson (también Dala-Álfsson, n. 950) fue un vikingo y bóndi de Dölum, Dalasýsla en Islandia. Era hijo de Dala-Alf Eysteinsson. Es un personaje de la saga Ljósvetninga, y saga de Laxdœla. Se casó con Halla Gestsdóttir (n. 964), hija de Gestur Oddleifsson, y de esa relación nació Þorgils Hölluson  quien según las sagas, tomó el nombre de su madre. Aunque era poco habitual, no era extraño en las sociedades germánicas donde la figura matriarcal dominaba algunas veces el clan familiar, a menudo porque el padre había fallecido antes del nacimiento del infante.